# Myotis gomantongensis
Myotis gomantongensis is een vleermuis uit het geslacht Myotis die alleen gevonden is in de grotten van Gomantong en Baturong in Sabah, in het Maleisische deel van Borneo. De soort lijkt op Myotis ater en Myotis muricola en werd daar eerst mee verward; pas in 1998 werd deze soort als zodanig herkend.
M. gomantongensis lijkt op M. ater, maar heeft een langere vleugel en een langere schedel en verschilt in een aantal kenmerken van de schedel. De rugvacht is donkerbruin, de ondervacht donkergrijs. De staartlengte bedraagt 36,0 tot 45,0 mm, de voorarmlengte 40,0 tot 43,1 mm, de oorlengte 12,6 tot 15,5 mm, het gewicht 6,4 tot 8,8 g en de schedellengte 15,3 tot 16,3 mm.